# 山本募
山本 募（やまもと つのる、1892年（明治25年）5月10日 - 1963年（昭和38年）10月27日）は、大日本帝国陸軍軍人。最終階級は陸軍中将。

## 経歴
福岡県出身。農業・山本勘四郎の三男として1892年（明治25年）に生まれた。旧制東筑中学校を経て、1914年（大正3年）5月、陸軍士官学校第26期卒業。同年12月歩兵少尉に任官し、歩兵第7連隊附となる。1922年（大正11年）陸軍大学校第34期卒業。1923年（大正12年）より歩兵第7連隊中隊長心得、陸軍兵器本廠附、陸軍省整備局課員、歩兵第1連隊附（日大附属中学校配属）、津軽要塞参謀、陸軍省整備局課員などを歴任。
1936年（昭和11年）に台湾軍司令部附を経て、1937年（昭和12年）に台湾軍参謀に就任。1938年（昭和13年）に陸軍歩兵大佐に進級、1939年（昭和14年）4月に参謀本部附となり、汕頭に駐在する。同年5月には兼大本営附兼第21軍附となり、「菊機関長」となる。広東省・台北市・厦門市で工作を行い、特に福建省の有力者である林知淵との接触に成功した。
同年9月に支那派遣軍総司令部附、1940年（昭和15年）に支那駐屯歩兵第3連隊長として日中戦争に出動。1942年（昭和17年）4月に第68師団参謀長に転じ、8月に陸軍少将に進級。1943年（昭和18年）に第33歩兵団長に就任し、ビルマ方面に出動。インパール作戦敗戦後の退却で悪戦苦闘した。1944年（昭和19年）に緬甸方面軍隷下の独立混成第72旅団長に転じた。1945年（昭和20年）3月に陸軍歩兵学校附を経て、4月に陸軍中将に進級し、第214師団長に親補された。宇都宮に司令部を置き、両毛地区の守備に当たった。同年12月に復員。
1947年（昭和22年）11月28日、公職追放仮指定を受けた。

## 栄典
勲章
- 1943年（昭和18年）10月9日  - 勲二等瑞宝章[6]